# Hocus Pocus (jeu vidéo)
 (mai 2019).
Si vous disposez d'ouvrages ou d'articles de référence ou si vous connaissez des sites web de qualité traitant du thème abordé ici, merci de compléter l'article en donnant les références utiles à sa vérifiabilité et en les liant à la section « Notes et références ».
Pour les articles homonymes, voir Hocus Pocus.
Hocus Pocus est un jeu vidéo de plate-forme développé par Moonlite Software et édité par Apogee Software en 1994 sous MS-DOS. Une partie du jeu est sortie sous licence shareware.
Le joueur contrôle Hocus, un apprenti magicien, envoyé en mission par Terexin (chef du Conseil des Magiciens) afin de prouver sa valeur et rejoindre le Conseil. Pour cela, Hocus doit parcourir 36 niveaux se déroulant sur 4 épisodes, combattre 30 sortes de monstres différents, ainsi qu'un boss à chaque fin d'épisode. Hocus peut envoyer des éclairs magiques de ses mains pour tuer ses adversaires. Il doit aussi résoudre des puzzles tout au long de son aventure, et collecter autant de points qu'il le peut.
Pour gagner des pouvoirs supplémentaires, Hocus doit trouver des potions magiques qui lui permettent d'envoyer des éclairs plus rapidement, de sauter plus haut, de se téléporter, et bien d'autres choses.

## Système de jeu
Le but du jeu est de déplacer Hocus au travers des niveaux en collectant toutes les boules de cristal s'y trouvant. Dans chaque niveau, le joueur peut trouver divers objets et trésors offrant des points et des capacités spéciales. S'il n'est pas obligatoire de récolter les items et de tuer les monstres, le joueur est récompensé de points bonus si tous les trésors sont récupérés.
Hocus débute avec 100 % de ses points de vie et ce pourcentage descend lorsqu'il se fait toucher par des montres ou par les tirs ennemis. Si le pourcentage atteint 0, Hocus meurt et doit recommencer le niveau depuis le début.

### Objets
- Rubis - 100 points
- Diamant - 250 points
- Calice - 500 points
- Couronne - 1000 points
- Potion de santé - Restaure les points de vie, mais ne peut pas être ramassée si Hocus a son maximum de santé.
- Éclair - Offre la capacité de tirer ses sorts plus rapidement.
- Potion de tir laser - Donne la capacité temporaire de tirer dans lasers pouvant tuer plusieurs ennemis alignés d'un seul coup.
- Potion de tir rapide - Offre la capacité de tirer des éclairs beaucoup plus rapidement pour une courte durée.
- Potion de super saut - Permet de sauter très haut (pratique pour accéder à certaines zones du jeu).
- Potion de téléportation - Téléporte Hocus vers une zone établie du niveau (parfois elles sont cachées et mènent vers des zones secrètes).
- Clés (d'argent ou d'or) - Ouvre les coffres, les portes d'argent ou d'or.
- Boule de cristal - Elles doivent être toutes collectées afin de finir le niveau.

La plupart des niveaux ont une pièce secrète qui peut par exemple être cachée derrière un mur, ou nécessiter une potion de téléportation. Un hologramme de Terexin peut être trouvé dans certains niveaux. Il donne à Hocus de précieux conseils afin de savoir où se trouve la zone secrète. Parfois, les potions de téléportation sont cachées dans les murs ou les blocs que Hocus peut détruire en leur tirant dessus. Quand Hocus trouve une pièce secrète, il est toujours récompensé par de nombreux trésors et objets.